# Musuvinakallu, Koratagere
Musuvinakallu là một làng thuộc tehsil Koratagere, huyện Tumkur, bang Karnataka, Ấn Độ.